# Сумба
Сумба (на индонезийски: Pulau Sumba) е остров в провинция Източни Малки Зондски острови, Индонезия. Той е част от веригата на Малките Зондски острови. Има площ от 11 059 km2 и население от 755 849 души към 2015 г. Северозападно от Сумба се намира остров Сумбава, а на североизток, отвъд протока Сумба, се намира остров Флорес. На изток, отвъд море Саву, се намира остров Тимор.

## История
През 1522 г. пристигат първите европейски кораби на острова, принадлежащи на Португалия. По това време Сумба вероятно е обитаван от австронезийски народи. Към 1866 г. Сумба вече е владение на Нидерландска Индия, макар островът реално да попада под холандска администрация едва през 20 век. Йезуити отварят мисия в западната част на острова през 1866 г.
В исторически план, островът изнася сандалово дърво и бива също наричан Сандалов остров. Днес запасите от това дърво са почти напълно изчерпани.
Въпреки контакта със западните култури, Сумба е едно от малкото места по света, където мегалитни погребения се използват като жива традиция за сбогуване със значими индивиди, когато умрат. Друга останала традиция е понякога смъртоносната игра пасола, при която отбори от няколкостотин конни ездачи се бият с копия.
На 19 август 1977 г. земетресение с магнитуд от 7,0 по Рихтер удря острова и предизвиква цунами. 316 души загиват.

## География и екология
Релефът на острова е относително нисък, с варовикови хълмове, в контраст със стръмните вулкани, присъстващи на голям брой от индонезийските острови. От май до ноември е сухият сезон, докато от декември до април е влажният. Западната част на острова е по-плодородна и по-населена от източната.
Най-големият град и главно пристанище на острова е Вайнгапу.
Поради характерните си флора и фауна, Сумба е категоризиран от WWF като отделен екорегион. Въпреки че първоначално се смята, че островът е част от Гондвана, последните проучвания сочат, че е възможно той да се е отделил от границата на Югоизточна Азия. Сумба попада в границите на Уоласеа и има растенията и животните му са със смесен азиатски и австралийски произход. Първоначално островът е бил покриван от листопадни мусонни гори, докато по-южните части са били вечнозелени дъждовни гори.
Островът е особено богат на птичи видове – има почти 200 птици, от които седем са ендемити. Ендемитите включват и четири застрашени вида: Ninox rudolfi, Turnix everetti, Ptilinopus dohertyi и Rhyticeros everetti. В някои райони се срещат соленоводни крокодили.
По-голямата част от първоначалната гора на острова е изсечена, за да се освободи място за плантации с царевица, маниока и други култури, така че днес са останали само отделни парцели гора. Сечта на гората продължава, поради нарастващото население на острова.
През 1998 г. на острова са създадени два национални парка, имащи за цел да се опазят застрашените птичи видове.
Сумба е един от най-бедните индонезийски острови. Относително голям процент от населението страда от малария, въпреки че болестта е почти напълно изкоренена от западните части на острова. Детската смъртност е висока.
Едно от най-големите предизвикателства на острова е достъпът до прясна вода. По време на сухия сезон много от потоците пресъхват, а селяните разчитат на кладенците си за да се сдобият с оскъдно количество вода.

## Население
Населението на острова към 2015 г. е оценено на 755 849 души.
Сумба има силно стратифицирано общество, основаващо се на касти. Това важи особено за източните части на острова, тъй като западните части са етнически и лингвистично по-разнообразни.
Сумбанците говорят смесица от близки австронезийски езици, а потеклото им също е смесица от австронезийци и меланезийци. Между 25% и 30% от населението практикува анимистката религия марапу. Останалата част от население изповядва християнство, като най-голям дял заема калвинизма, донесен от холандците. По крайбрежието се срещат и сунитски мюсюлмани.